# Rawtherapee
Rawtherapee, av utvecklarna skrivet RawTherapee, är ett datorprogram för bearbetning av RAW-bildfiler. Programmet har öppen källkod. Det är tillgängligt för Linux, Windows och OSX.

## Egenskaper
Som andra råkonverterare bygger konceptet på icke-förstörande egenskaper där själva råfiler aldrig ändras. Istället läggs en textfil med parametrar ihop med råfilen. 

## Filtyper
Rawtherapee hanterar förutom råfiler även vanliga bildfiler så som JPEG, TIFF och PNG. Stödet för råfiler bygger på dcraw där de flesta kameror med råhantering är listade. Även kameror som inte stöder råfiler men är upplåsta via mjukvara från CHDK, Canon Hack Development Kit, är kompatibla.

## Verktyg
- Exponeringskompensation
- Tonmappning
- Vitbalans
- Borttagning av heta/döda pixlar
- Brusreducering
- Uppskärpning
- Hög- och lågdageråterskapning
- Mättnad
- Beskära
- Ändra storlek
- Reducera kromatisk aberration

## Kompatibilitet
Rawtherapee finns för Linux (32 och 64-bit), Windows (32-bit och 64-bit) och Mac OS X (32-bit, x86)